# Callwey

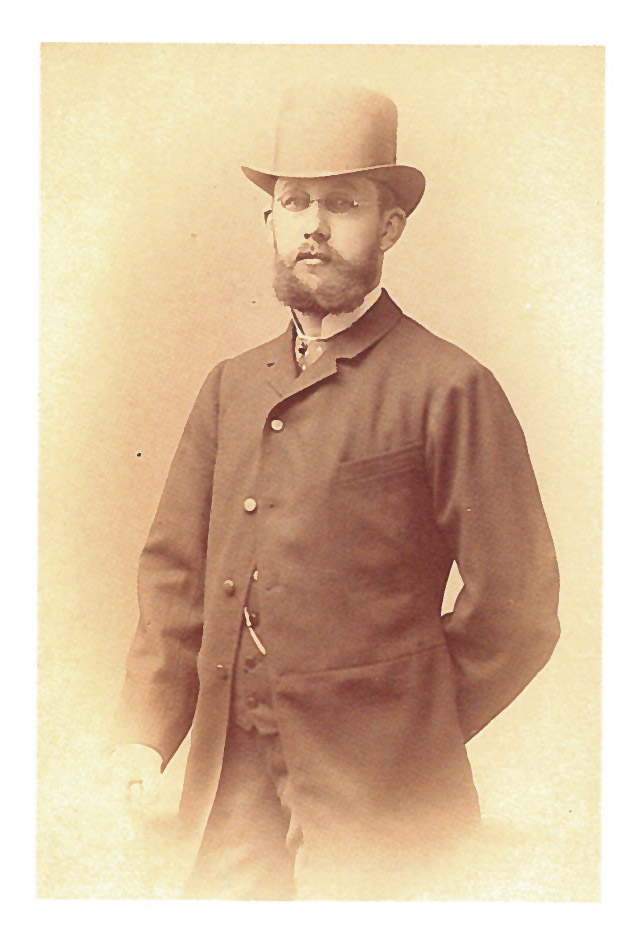
Verlagsgründer Georg D.W. Callwey im Alter von 30 Jahren (1885)

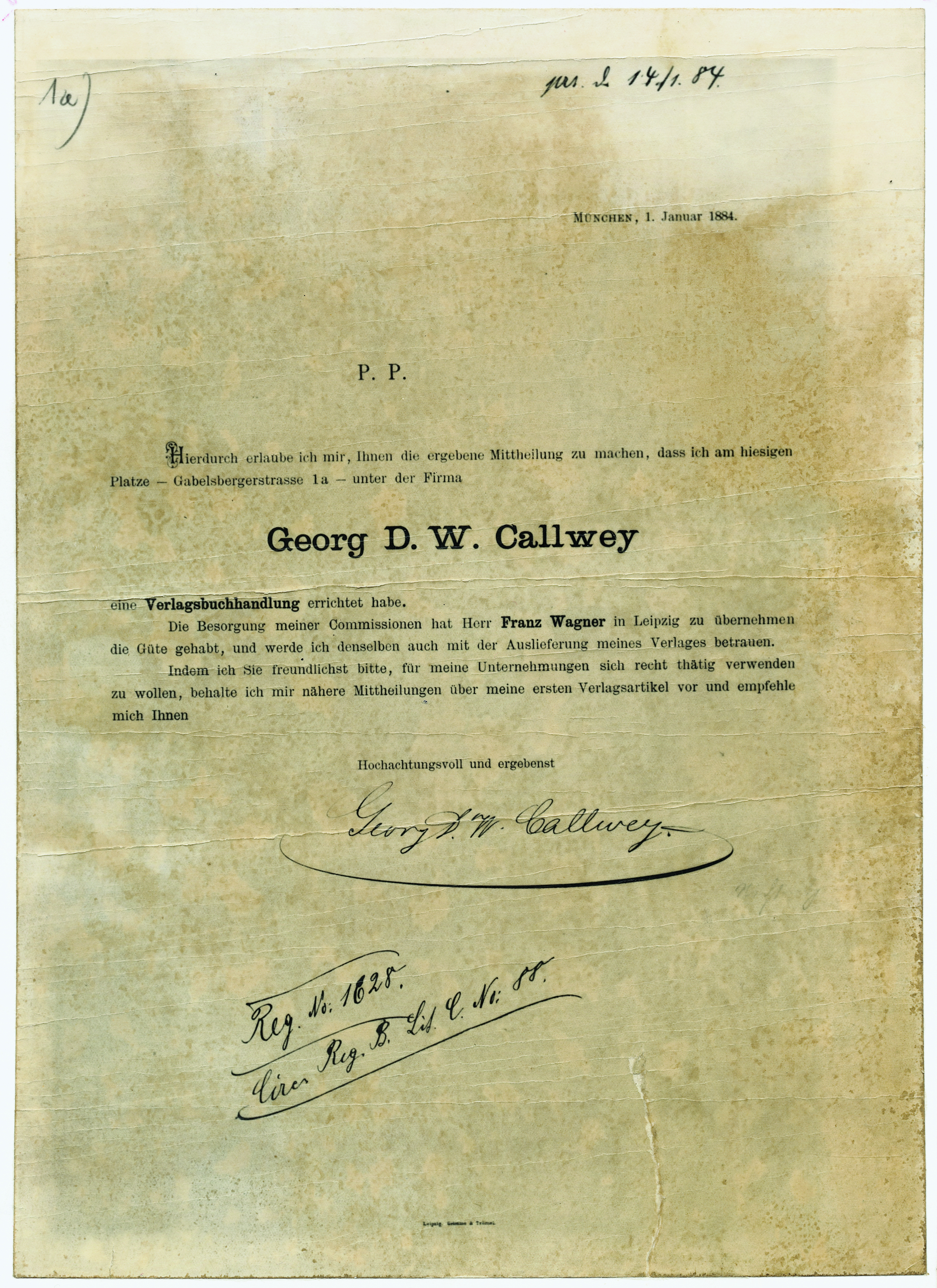
Gründungsurkunde Callwey Verlag vom 1. Januar 1884

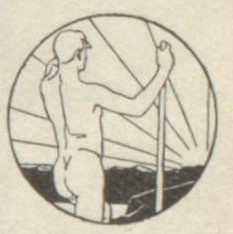
Johann Vincenz Cissarz: Verlagssignet

Callwey ist ein 1884 gegründeter deutscher Verlag mit Sitz in München. Er wird in vierter Generation von Marcella Prior-Callwey geführt. Das Programm umfasst heute Bücher und Websites zu den Themen Architektur, Design, Garten, Mode, Gastgeber, Kochen, Reise und Lifestyle. Callwey lobt mehrere branchenspezifische Wettbewerbe aus. Zudem entwickelt der Verlag für internationale Unternehmen exklusive Buchprojekte und porträtiert Menschen, Unternehmenshistorien, Themen und Regionen. Der Firmensitz ist in München.

## Geschichte

### Von der Gründung bis 1930
Der Verlag wurde 1884 von Georg D. W. Callwey, unter der Firmierung Georg D. W. Callwey (Verlag) GmbH & Co. KG in München gegründet. 
Der Verlag erlangte nationale Bekanntheit, als er 1894 von Ferdinand Avenarius 50 % der Anteile an der Zeitschrift Der Kunstwart übernahm, die sich um die Jahrhundertwende zum führenden Bildungsblatt des mittleren Bürgertums entwickelte. Avenarius und Callwey leisteten bis zum Beginn des Ersten Weltkrieges 1914 einen wichtigen Beitrag zur Kulturgeschichte. Ihre Schriften, darunter viele für den Dürerbund verlegte, hatten einen großen Einfluss auf die Erziehung der Jugend, insbesondere von Studenten und Volksschullehrern, und waren der Lebensreformbewegung zuzurechnen.
Parallel wurde das Programm um die Bereiche Architektur und Handwerk erweitert und Fachzeitschriften wie Mappe (bereits 1886) und der Baumeister (1904) übernommen. Später kamen Fachzeitschriften wie Stein (1951) und Garten+Landschaft – Zeitschrift für Landschaftsarchitektur und Stadtplanung (1956) hinzu.
In den Jahren 1901 und 1902 kaufte Callwey die Druckerei Rudolf Abt sowie die Königliche Hofbuchdruckerei Kastner & Lossen in der Finkenstraße; sie firmierte fortan als Druckerei Kastner & Callwey. 

### Nationalsozialismus und Nachkriegszeit
Am 24. Februar 1930 starb Callwey im Alter von 75 Jahren. Sein Schwiegersohn Karl Baur übernahm die Verlagsleitung. 1933 war er stellvertretender Vorsteher des Verlegervereins und 1938 Präsident des Internationalen Verlegerkongresses. Karl Baur war seit 1930 Mitglied in der NSDAP. 1941 brach er mit der Partei. Er wurde seiner Ehrenämter enthoben und die Papierzuteilung wurde entzogen. 1944 wurden sowohl das Verlagsgebäude als auch die Druckerei bei Luftangriffen der Alliierten zerstört, der Callwey Verlag musste seine Tätigkeit einstellen.
Baur wurde bei der Entnazifizierung mit einem zeitweisen Berufsverbot in der Buchbranche belegt. Die Callwey-Zeitschrift Baumeister erschien daher zunächst bei Hermann Rinn. Bis 1948 hatte Baur den Callwey Verlag wieder aufgestellt und konnte nun die Zeitschrift und andere „ausgeliehene“ Titel zurückholen. Der Verlag gewann schnell wieder an Bedeutung, in dem er Fachliteratur wie z. B. die Handbücher zur Bau- und Raumgestaltung auflegte, die konkret zum Wiederaufbau beitrug. Im Bereich der Biographien stieß als weiterer prägenden Autor Carl Jacob Burckhardt zum Verlag, dessen Richelieu-Biographie bei Callwey erschien. 
1954 bezog die Druckerei an der Weihenstephaner Straße 27 einen Neubau; im Zuge der Finanzierung übernahm Max Hirmer 50 % der Anteile. 1965 zog der Verlag von der Innenstadt Münchens an die damalige Peripherie nach Berg am Laim und vereinte an der Weihenstephaner Straße wieder Verlag und Druckerei. 

### Während der dritten Generation
Nach dem Tod Karl Baurs 1984, der bereits 1976 aus der Geschäftsleitung ausgetreten war und die Verantwortung an seine Frau Margarete Baur-Heinhold und seinen Sohn Helmuth Baur-Callwey abgegeben hatte, übernahmen die Geschäftsführung Helmuth Baur-Callwey und dessen Frau Veronika Baur-Callwey. Wichtige Autoren und Themenfelder in dieser Verlagsperiode: Werke von Otl Aicher (u. a. Die Küche zum Kochen) sowie Biographien und Kulturgeschichten wie Otto Krätz (u. a. Goethe und die Naturwissenschaften). Ab Mitte der 80er Jahre bis etwa 2000 erschienen eine Vielzahl an Büchern über Uhren; mit in der Spitze über 50 lieferbaren Titeln das wohl umfangreichste Programm weltweit (Beispiele: Taschenuhren; Armbanduhren – 100 Jahre Entwicklungsgeschichte; Rolex – 3621 Uhren).
1989 verkauften Callwey und Hirmer die Druckerei, die nach wie vor unter dem Namen Kastner & Callwey existiert. Im Jahr 1996 wurde der Laterna Magica Verlag übernommen, der sich auf Bücher zur Praxis der Fotografie spezialisiert hatte. Das Programm wurde mittlerweile eingestellt.

### Aktuelle Entwicklung
2009 wurden die Geschwister Marcella Prior-Callwey und Dominik Baur-Callwey zu alleinigen Geschäftsführern bestellt. Unter ihrer Leitung startete der Verlag ins Corporate Publishing- und Content Marketing-Geschäft und schaffte damit neben Zeitschriften und Büchern ein drittes Geschäftsfeld.
Seit 2011 lobt der Verlag jährlich stattfindende Wettbewerbe aus. Durch Awards wie „Häuser des Jahres – die besten Einfamilienhäuser“, „Wohnbauten des Jahres – Ausgezeichneter Wohnungsbau“, „Best of Interior – die besten Wohnkonzepte“ oder „Gärten des Jahres – die schönsten Privatgärten“ kuratiert der Verlag mit Hilfe unabhängiger Jurys die besten Beispiele des Jahres. Ab 2013 bringt der Verlag auch Kochbücher heraus; bedeutende Titel u. a. Tantris, Burger Unser oder My Way von Tim Raue. Seit 2019 firmiert die Fachmediensparte als eigenständiges Medienhaus unter der Leitung von Dominik Baur-Callwey als Georg GmbH & Co. KG; Georg Media bündelt die Fachmedien des Callwey Verlags und die digitalen Plattformen NXT-A und New Monday. Der Buchverlag bleibt Namensträger von Callwey und wird in vierter Generation von Marcella Prior-Callwey als unabhängiges Familienunternehmen geführt.
Callwey publiziert in den Themenbereichen Planen und Gestalten rund ums Haus, Lifestyle, Wohnen, Design, Architektur, Landschaftsarchitektur, Handwerk und Restaurierung. Das Angebot reicht von einem umfangreichen Buchprogramm in den Themen Bauen, Wohnen, Garten und Kochen über Fachzeitschriften in den Bereichen Architektur und Handwerk wie Der Baumeister, Garten und Landschaft, Topos, Die Mappe, Stein und Restauro bis hin zu Angeboten an digitalen Produkten, Veranstaltungen, Awards, Symposien, Jahrbüchern und Dienstleistungen des Corporate Publishing.

## Veröffentlichungen
- Häuser des Jahres (u. a. zusammen mit Deutsches Architekturmuseum) – Wettbewerb und Dokumentation zu den besten Einfamilienhäusern des Jahres
- Gärten des Jahres (u. a. zusammen mit dem Bund Deutscher Landschaftsarchitekten, dem Bundesverband Garten-, Landschafts- und Sportplatzbau, Mein schöner Garten) – Wettbewerb und Dokumentation zu den schönsten Privatgärten des Jahres
- Best of Interior (u. a. zusammen mit dem Bund Deutscher Innenarchitekten, Schöner Wohnen) – Wettbewerb und Dokumentation zu den schönsten Wohnungen des Jahres
- Wohnbauten des Jahres (u. a. zusammen mit der Expo Real) – Wettbewerb und Dokumentation zu den besten Geschosswohnungsbauten des Jahres
- Tischkultur[7]
- Die schönsten Restaurants & Bars (u. a. zusammen mit Deutscher Hotel- und Gaststättenverband, der Allgemeine Hotel- und Gastronomie-Zeitung, der Internorga) – Wettbewerb und Dokumentation zu den schönsten Restaurants & Bars des Jahres
- Best Work Spaces – Wettbewerb und Dokumentation zu den besten Gewerbeimmobilien des Jahres
- Fashion Yearbook – Wettbewerb und Dokumentation zu den besten Campaigns, Covers and Editorials
- Hornbach – Es gibt immer was zu tun – Heimwerker-Buch zusammen mit der Baumarktkette Hornbach
- Tantris – Dokumentation zur Geschichte des Zwei-Sterne-Restaurants in München
- Lufthansa City Guides – Städte-Reiseführer für die Lufthansa AG; u. a. sind bisher erschienen Bände zu New York, Paris, London, Wien, Barcelona
- Burger Unser – bis 2021 13 Auflagen

Die Fachmedien erscheinen seit der Aufteilung in zwei GmbHs bei Georg Media:
- Baumeister
- Mappe
- Stein

Für das Fachgebiet der Landschaftsarchitektur verfügt der Verlag mit seinen Titeln Topos (englischsprachig, vier Ausgaben pro Jahr) und Garten + Landschaft (monatlich auf Deutsch) über weitere Fachzeitschriften. Außerdem erscheint 8-mal jährlich das Fachmagazin für Restauratoren und Kunsthandwerker Restauro.
Im Buch-Verlag erscheinen pro Jahr ca. 40 Novitäten. Lizenzen werden weltweit verkauft, u. a. in die USA und nach Japan.

## Auszeichnungen
- 2013 und 2015: Lead Award – Auszeichnungen für den Baumeister
- 2014: Art Directors Club (ADC) – Auszeichnung für den Baumeister
- 2015: German Design Award für den Baumeister
- 2015: Gewinn zweier Fox Awards: OBI Gartenzeit und Tantris
- 2015: Gourmand World Cookbook Award – Paula Bosch und Tim Raue, Deutscher Wein und deutsche Küche
- 2016: Gastronomische Akademie Deutschlands – Goldmedaille für Burger Unser
- 2017: ITB Berlin BuchAward – erster Platz für Anja Birne, Romantische Gartenreisen in England
- 2020: Gastronomische Akademie Deutschlands – Goldmedaille für Tim Raue, Rezepte aus der Brasserie
- 2021: Deutscher Gartenbuchpreis – 1. Platz Bester Gartenreiseführer für Anja Birne und Marion Nickig – Das große Buch der Gärtnerinnen und Gärtner
- 2023: Gastronomische Akademie Deutschlands – Silbermedaillen für Gin Inside, Bier Unser, Die schönsten Restaurants,& Bars 2023[8]